# Quesnelia lateralis
Quesnelia lateralis là một loài thực vật có hoa trong họ Bromeliaceae. Loài này được Wawra miêu tả khoa học đầu tiên năm 1880.

## Hình ảnh

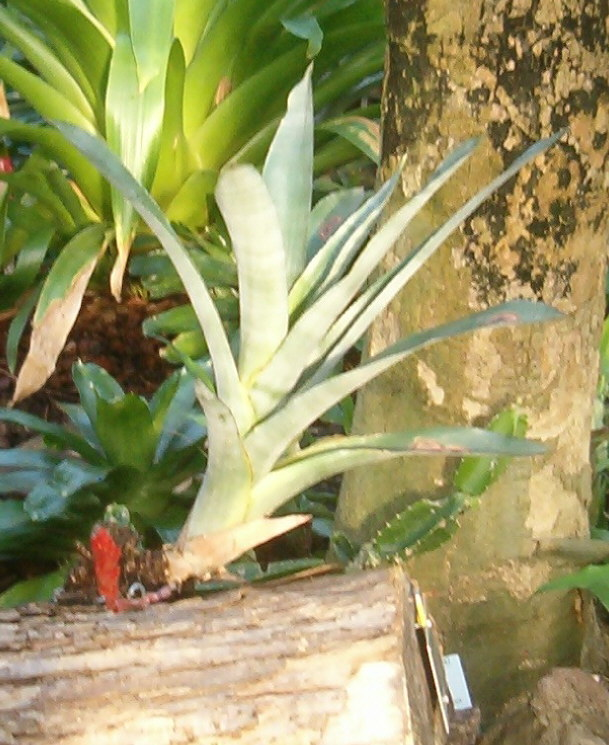
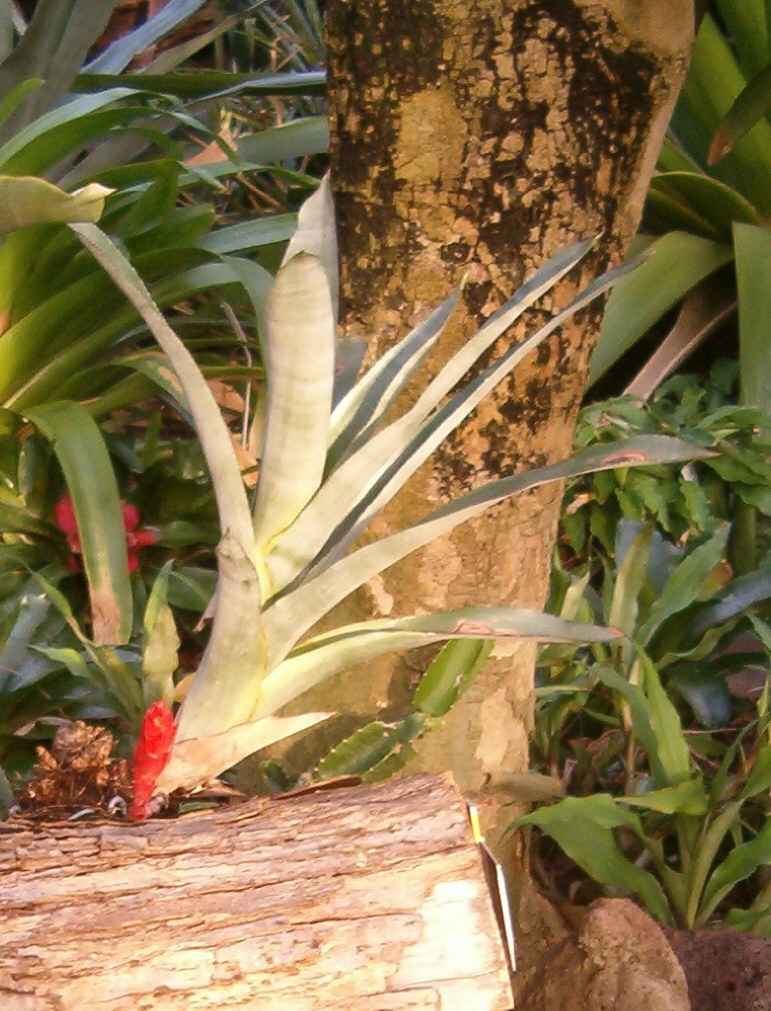
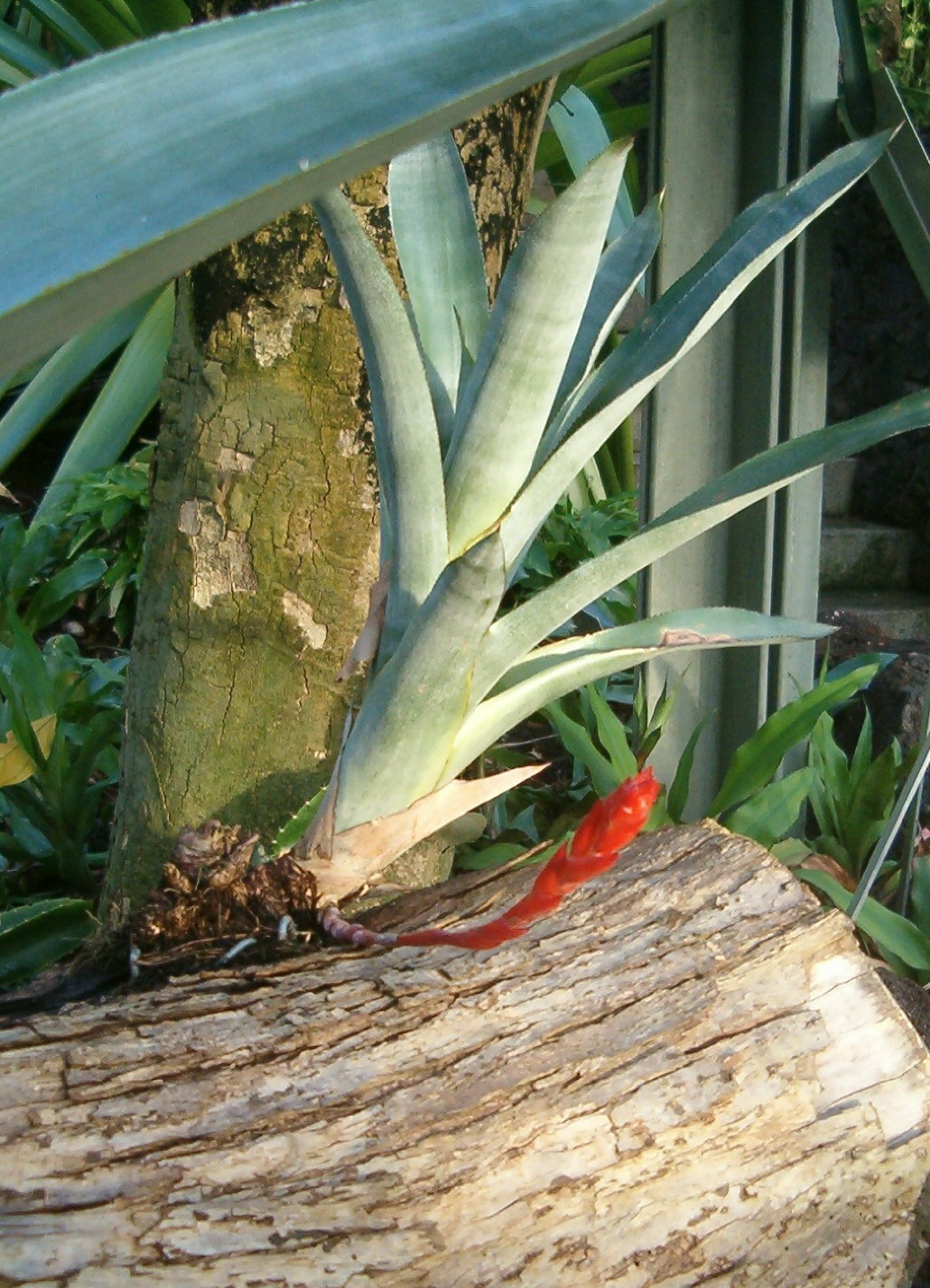
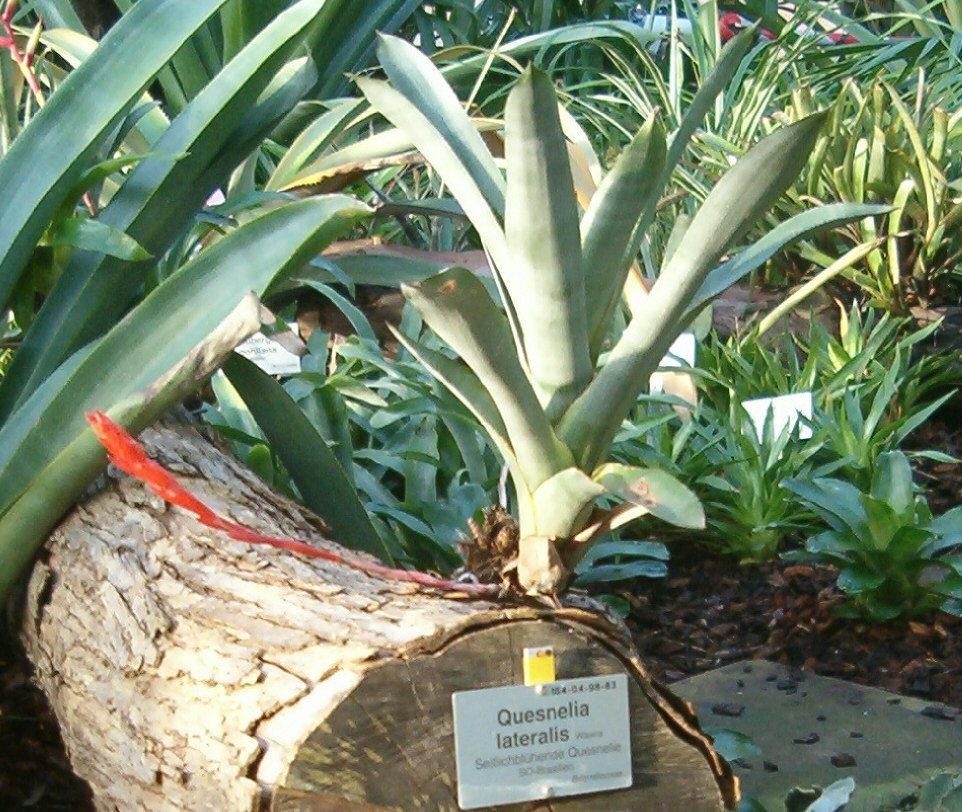